# Boston Public Library

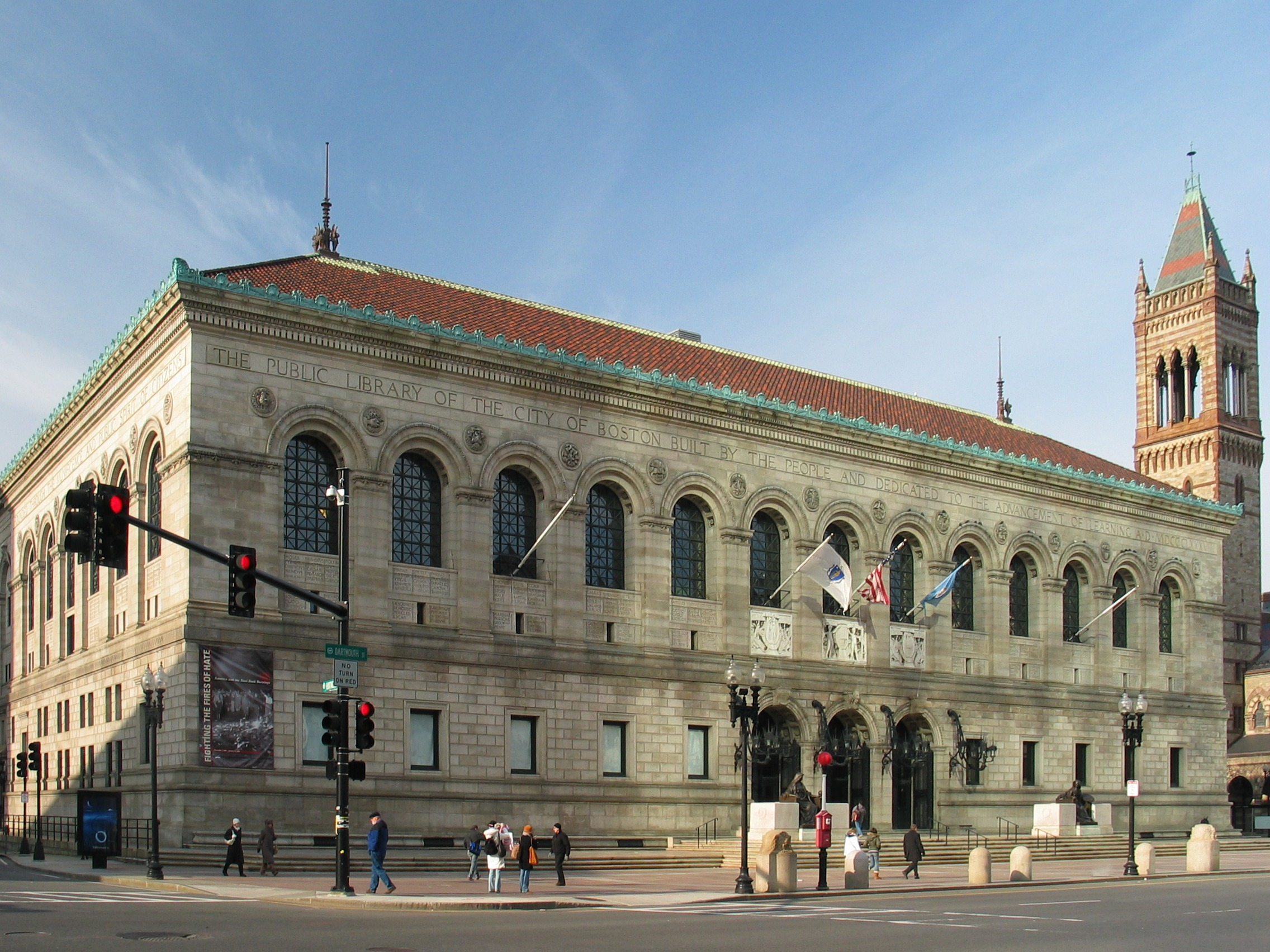
Das McKim Building der Boston Public Library mit dem Turm der Old South Church zur Rechten

Die Boston Public Library ist die größte städtische öffentliche Bibliothek in den Vereinigten Staaten.
Sie war die erste durch öffentliche Mittel unterstützte Einrichtung ihrer Art, die für die US-amerikanische Öffentlichkeit zugänglich war und gleichzeitig die erste Bibliothek, die es den Besuchern ermöglichte, Bücher und andere Materialien auszuleihen und zu Hause zu nutzen. Die Boston Public Library ist seit 1970 per Gesetz library of last recourse des Commonwealth of Massachusetts; allen erwachsenen Einwohnern dieses Bundesstaates steht die Ausleihe und Recherche in der Bibliothek zur Verfügung und die Bücherei erhält staatliche Fördermittel.
Nach den Angaben der American Library Association ist die Bostoner Bibliothek die zweitgrößte Bibliothek der Vereinigten Staaten, was die Anzahl der archivierten Bände angeht (mehr Bücher gibt es nur in der Library of Congress). Sie ist eine der größten Bibliotheken der Erde. Das Gebäude ist seit dem 6. Mai 1973 in das National Register of Historic Places eingetragen. Seit dem 24. Februar 1986 hat die Boston Public Library den Status einer National Historic Landmark.

## Geschichte, Architektur und Sammlungen
Für die Gründung waren mehrere Personen von wesentlicher Bedeutung. Der Harvard-Professor und Treuhänder des Boston Athenæum, George Ticknor, erwog 1826 die Gründung einer öffentlichen Bibliothek in Boston, konnte aber zu dem Zeitpunkt nicht ausreichend Interesse erwecken.
1841 schlug der Franzose Alexandre Vattemare vor, dass alle Bostoner Bibliotheken zum Vorteil der Öffentlichkeit zusammengelegt werden könnten. Diese Idee wurde den Bibliotheken in Boston vorgelegt, aber die meisten waren nicht interessiert. Auf Vattemares Ersuchen schenkte Paris 1843 und 1847 Bücher, um eine vereinte öffentliche Bibliothek zu unterstützen. Auch Vattemare machte 1849 eine solche Schenkung.
Josiah Quincy, Jr. stiftete anonym 5000 US-Dollar, um eine neue Bibliothek zu gründen, als er Bürgermeister von Boston war. Indirekt beeinflusste auch John Jacob Astor die Gründung, da er bei seinem Tod 400.000 US-Dollar der Stadt New York City stiftete, um dort eine öffentliche Bibliothek zu gründen. Aufgrund der kulturellen und wirtschaftlichen Rivalität zwischen Boston und New York City rief diese Stiftung eine große Diskussion in Boston bezüglich einer Bibliotheksgründung hervor. 1848 ermöglichte ein Erlass des Great and General Court of Massachusetts die Schaffung der Bibliothek, die 1852 offiziell gegründet wurde.
Bemüht, die Bücherei zu unterstützen, sammelte Edward Everett in beiden Kammern des Kongresses Dokumente und ließ diese auf eigene Kosten binden. Dann stellte er diese Sammlung der neuen Bibliothek zur Verfügung. George Ticknor beteiligte sich zu diesem Zeitpunkt aktiv an den Planungen für die Bibliothek. 1852 stellte Joshua Bates 50.000 US-Dollar zur Gründung der Bibliothek in Boston zur Verfügung. Danach stellte Ticknor Listen auf, welche Bücher erworben werden sollten, und reiste ausgiebig, um Bücher einzukaufen.
Ein früheres Schulhaus in der Mason Street wurde ausgewählt, um das erste Domizil der öffentlichen Bücherei zu werden. Am 20. März 1854 öffnete des Leseraum für die Öffentlichkeit. Die Leihabteilung nahm ihre Tätigkeit am 2. Mai desselben Jahres auf.
Die 16.000 Bände des Anfangsbestandes gingen in das Gebäude in der Mason Street, aber schon frühzeitig wurde deutlich, dass die Räumlichkeiten inadäquat waren. Im Dezember 1854 wurde deswegen der Umzug in ein Gebäude in der Boylston Street genehmigt. Schließlich wurde die Bibliothek auch für diesen Bau zu groß. 1878 empfahl ein Komitee ein neues Bibliotheksgebäude an anderer Stelle.
1880 autorisierte die Gesetzgebung des Bundesstaates den Bau eines besseren und größeren Bibliotheksgebäudes. Als Standort wurde die zentral gelegene Ecke von Boylston Street und Dartmouth Street am Copley Square gegenüber der von Henry Hobson Richardson erbauten Trinity Church ausgewählt. Nach einigen Jahren der Diskussion über Architekt und Baustil des Neubaus erhielt 1887 die bekannte New Yorker Architektenkanzlei McKim, Mead and White den Auftrag, das neue Bibliotheksgebäude zu planen. 1888 stellte Charles Follen McKim einen Entwurf vor, der auf dem Stil der Renaissance basierte und Zustimmung bei den Trustees der Bibliothek fand, womit die Bauarbeiten beginnen konnten.

### Das McKim Building

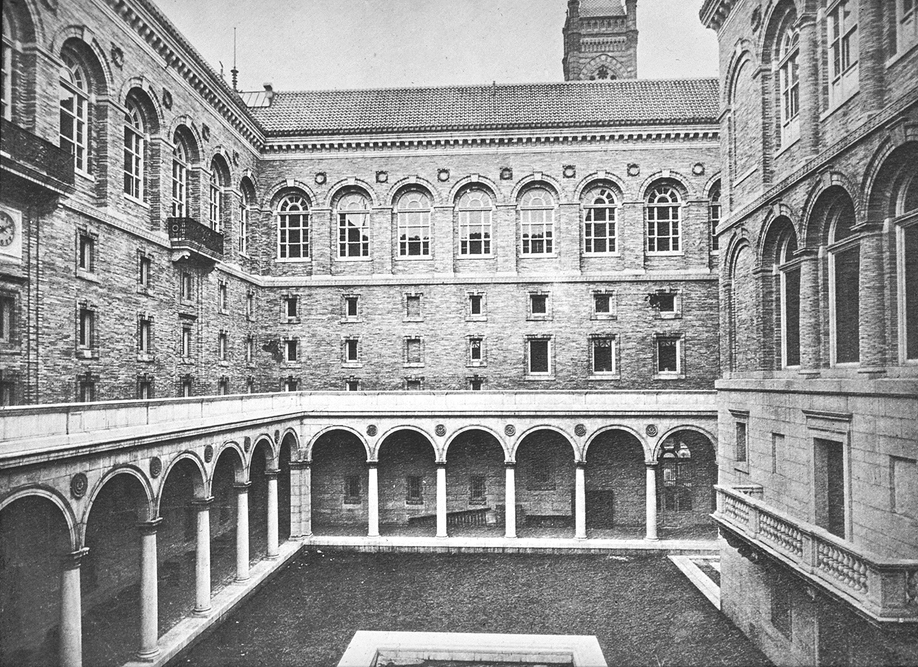
Innenhof des McKim Buildings mit Blick nach Norden. Der Kirchturm der Old South Church ist im Hintergrund sichtbar

Als die neue Boston Public Library 1895 eröffnete, wurde sie als ein „Palast für die Leute“ bezeichnet. Das Gebäude beinhaltet auch einen Raum für Kinder – ein Novum in den Vereinigten Staaten – und einen Skulpturengarten, der von einer Bogengalerie im Stil eines Kreuzganges der Renaissance umgeben ist.
Zum Copley Square hin erinnert die Fassade an den Palazzo della Cancelleria, einem Bau aus dem 16. Jahrhundert in Rom. Die Bogenfenster zeigen Züge der seitlichen Ansichten von Leone Battista Albertis Bau Tempio Malatestiano in Rimini, dem frühesten vollständig im Stil der Renaissance ausgeführten Gebäude. McKim, Mead and White ließen sich ebenfalls von der Bibliothèque Sainte-Geneviève in Paris inspirieren, die zwischen 1845 und 1851 erbaut worden war. Dabei imitierten die Architekten nicht einfach die Bauwerke ihrer Vorgänger. Die drei zentralen Bögen sind hervorgehoben, ohne den Rhythmus der Fassade zu unterbrechen. Die Büchereigebäude ist auch eine der ersten wichtigen Bauwerke in den Vereinigten Staaten, bei denen die Flachziegelgewölbe des spanischen Baumeisters Rafael Guastavino zur Verwendung kamen.  Sieben verschiedene Typen von Guastavino Gewölben sind am Gebäude der erkennbar.

### Monumentale Inschriften

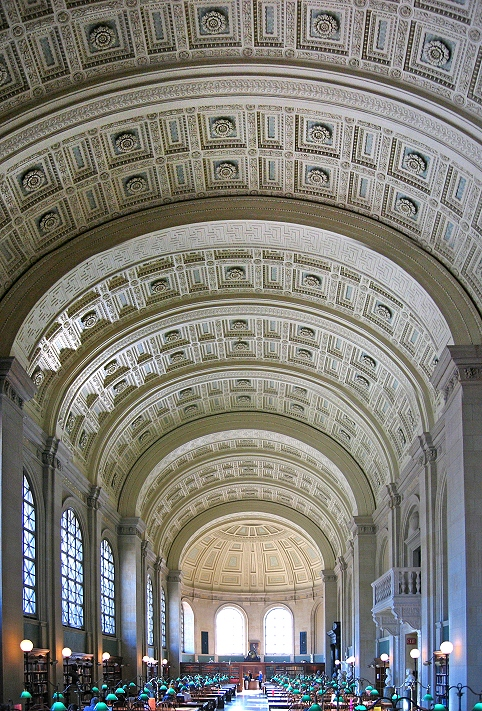
Bates Hall besitzt ein Tonnengewölbe mit Kassettendecke. Internet- und Stromanschlüsse sind unauffällig unter den großen Tischplatten untergebracht

Architekt Charles Follen McKim entschied sich für einige monumentale Inschriften, die denen von Basiliken und Monumenten Roms ähnlich sind und an den Hauptgesimsen der drei Hauptfassaden des Gebäudes angebracht sind. Auf der Südseite steht: „MDCCCLII • FOUNDED THROUGH THE MUNIFICENCE AND PUBLIC SPIRIT OF CITIZENS“ („1852 – gegründet durch die Grüßzügigkeit und den Gemeinsinn von Bürgern“), an der Ostseite „THE PUBLIC LIBRARY OF THE CITY OF BOSTON • BUILT BY THE PEOPLE AND DEDICATED TO THE ADVANCEMENT OF LEARNING • A.D. MDCCCLXXXVIII“ („Die Öffentliche Bibliothek von Boston – Errichtet durch das Volk und gewidmet der Förderung des Lernens – im Jahr des Herrn 1888“) und die Nordfassade teilt mit, „THE COMMONWEALTH REQUIRES THE EDUCATION OF THE PEOPLE AS THE SAFEGUARD OF ORDER AND LIBERTY“ („Das Gemeinwohl bedarf der Erziehung der Leute als Sicherung von Ordnung und Freiheit“).
Dieser letzte Ausspruch wird dem Board of Trustees der Bibliothek zugeschrieben. Eine Inschrift oberhalb des Schlusssteines am Haupteingang erklärt: „FREE TO ALL“ („Frei für alle“). Gegenüber dem Haupteingang befindet sich auf der anderen Straßenseite ein Denkmal aus dem 20. Jahrhundert, das dem im Libanon geborenen Poeten und Philosophen Khalil Gibran gewidmet ist, der als junger Einwanderer sich in der Boston Public Library fortbildete. Die Inschrift des Denkmals ist eine Antwort auf die Inschriften des Bibliotheksgebäudes: „IT WAS IN MY HEART TO HELP A LITTLE, BECAUSE I WAS HELPED MUCH“ („Es war mir ein Herzensanliegen, ein wenig zu helfen, weil mir sehr geholfen wurde“). Der Text entstammt einem Brief, der Gibrans großzügige Stiftung zugunsten der Bibliothek begleitete.

### Künstlerische Ausgestaltung
Das Gebäude umfasst eine Reihe von Kunstwerken, darunter Wandgemälde dreier berühmter Maler seiner Entstehungszeit – Edwin Austin Abbey, Pierre Puvis de Chavannes und John Singer Sargent.

### Bates Hall
Bates Hall hat seinen Namen nach dem ersten großen Begünstiger der Bibliothek, Joshua Bates (1788–1864). Der Journalist des Boston Globes Sam Allis bezeichnet „Bates Hall, den großen Leseraum der BPL, überwältigend und verstummt und beleuchtet mit einem Überfluss von grünen Lampenschirmen wie Leuchtkäfer“ als einen von Bostons „säkularen Punkten, die heilig sind“. Der Grundriss von Bates Hall ist rechteckig, wird aber an beiden Enden von einer halbrunden Apsis begrenzt und erinnert an eine romanische Basilika. Eine Serie robuster Doppel-Kassetten an der Decke verleiht dem Raum ein bildhauerisches Firmament. Die östliche Seite bildet eine Serie von Bogenfenstern, wobei der Lichteinfall von außen durch weit überhängende Schürzen gedämpft wird. Die schweren grünen Samtvorhänge, die 1888 installiert und in den 1920er und 1930er Jahren erneuert worden waren, wurden bei der letzten Rekonstruktion 1993 nicht mehr eingebracht. Sie hatten zur Geräuschdämpfung beigetragen und die Helligkeit des Raumes vermindert.

### Johnson Building
Das moderne Gebäude von Philip Johnson, das ein wenig die postmoderne Architektur vorwegnimmt, wurde 1967–1971 erbaut und 1972 eingeweiht. Das Johnson Building weist ähnliche Proportionen auf und ist aus demselben rosafarbenen Granit gebaut wie das McKim Building. Kritiker haben es mit einem Mausoleum verglichen, weil der Anteil der Fenster sehr gering ist und diese in der massiven Außenfassade untergehen.
Seit der Eröffnung befindet sich in diesem Gebäude der Hauptanteil der umlaufenden Sammlungen, zu denen Werke in mehreren Fremdsprachen gehören. Auch die Zentrale der Filialen befindet sich hier. Im McKim Building ist seitdem die Forschungsabteilung untergebracht.

### Die Bibliothek heute

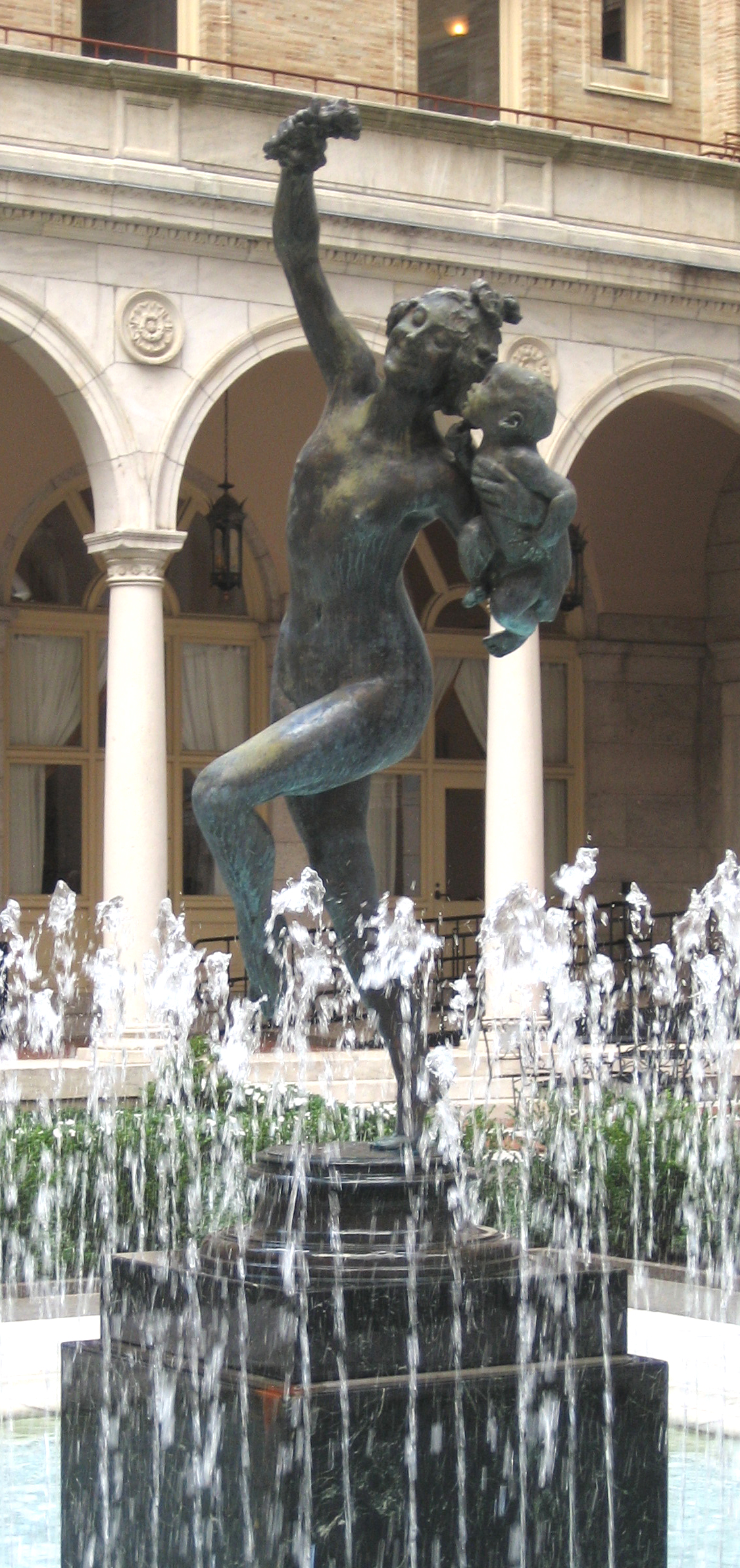
Dancing Bacchante and Infant Faun von Frederick William MacMonnies befindet sich im Innenhof der Bibliothek und ist eine seiner bekanntesten Skulpturen.

Nach den Angaben auf der Website ist die Sammlung der Boston Public Library auf 7,5 Millionen Bände angewachsen, was sie zu einer der größten städtischen Bibliotheken der Vereinigten Staaten und der Welt macht. Jährlich werden mehr als 15 Millionen Bände umgesetzt. Die Bibliothek ist Mitglied der Association of Research Libraries (ARL), einer gemeinnützigen Vereinigung von Forschungsbibliotheken in Nordamerika. Die einzige andere „öffentliche“ Bibliothek, die ebenfalls Mitglied dieser Vereinigung ist, ist die New York Public Library.
Bestandteil der Sammlung der BPL für die Forschung sind mehr als 1,7 Millionen seltene Bücher und Manuskripte. Dazu gehören Erstausgaben der Werke von William Shakespeare, Aufzeichnungen aus der Kolonialzeit Bostons und die 3800 Bände umfassende persönliche Bibliothek von John Adams. Der Schwerpunkt liegt auch im Bereich Kunst und Kunstgeschichte sowie Amerikanischer Geschichte. Die Bibliothek unterhält ein Depositorium von Regierungsdokumenten und große Sammlungen von Drucken, Loseblattveröffentlichungen, Photographien, Karten, seltene Bücher, Inkunabeln und mittelalterliche Manuskripte.
Zu den Wandmalereien gehören inzwischen restaurierte Werke von John Singer Sargent über das Thema Judentum und Christentum, Edwin Austin Abbeys bekanntestes Werk einer Serie über die Gralslegende und die Gemälde der Musen von Pierre Puvis de Chavannes.
Die Bibliothek zeigt regelmäßig seltene Exemplare ihrer Sammlungen in Ausstellungen, bei denen Loseblattwerke, Bücher und Kunstwerke kombiniert werden. Zu diesem Zweck gibt es im dritten Stockwerk des McKim Buildings Ausstellungsräume, die solchen Ausstellungen vorbehalten sind. Es gibt ebenfalls Räume für Vorlesungen und Tagungen.
Aus diesen Gründen hat der Historiker David McCullough die Boston Public Library als eine der fünf wichtigsten in den Vereinigten Staaten bezeichnet; die anderen sind demnach die Library of Congress, die New York Public Library, sowie die Universitätsbibliotheken von Harvard und Yale.
In den letzten Jahren leidet diese Bibliothek unter unzureichenden Finanzmitteln, die nicht ihrem Status entsprechen. Der Stand der Mittel für die Konservierung lag im Jahr 2006 deutlich unter dem Niveau vergleichbarer Einrichtungen; die BPL beschäftigt zwei Konservatoren, gegenüber 35 Fachleuten der New York Public Library. Viele Aufzeichnungen aus der Kolonialzeit und die Manuskripte von John Adams sind brüchig, verblassen und bedürfen konservatorischer Maßnahmen, was den Verantwortlichen für kostbare Bücher und Manuskripte zur Äußerung veranlasste, dass „diese auseinanderfallen“.

## Filialsystem
In der zweiten Hälfte des 19. Jahrhunderts arbeiteten die Bibliothekare der BPL fieberhaft an der Entwicklung und Ausweitung eines Filialsystems. In der Absicht, die Präsenz der Bibliothek über das Stadtgebiet zu verbreiten, entwickelte sich das System der Filialen von der Idee im Jahr 1867 zur Realität im Jahr 1870, als in East Boston die erste Filiale einer Bibliothek in den Vereinigten Staaten ihre Tätigkeit aufnahm. Derzeit unterhält die Bibliothek 27 Filialen, die über die verschiedenen Stadtviertel verteilt sind.

## Moderne Technik
Eine der Dienstleistungen, die durch die Boston Public Library als erste angeboten wurde, ist der öffentliche WLAN-Internetzugang. Im gesamten Bibliotheksgebäude und in allen 27 Zweigstellen kann jeder Benutzer, der eine Lesekarte hat, mit einem Laptop auf diese Weise auf das Internet zugreifen. In der Bates Hall sind (kabelgebundene) Ethernet-Anschlüsse vorhanden.
Die Boston Public Library unterhält verschiedene Internetdatenbanken, mit denen der Zugriff auf den Katalog oder die Volltextrecherche in Teilen der Sammlung möglich sind. Der öffentliche Internetzugang ist auch für Nutzer ohne eigenen Rechner möglich. Wegen der hohen Nachfrage ist die Nutzungsdauer dieser Arbeitsstationen eingeschränkt, falls andere Interessenten warten.

## Galerie

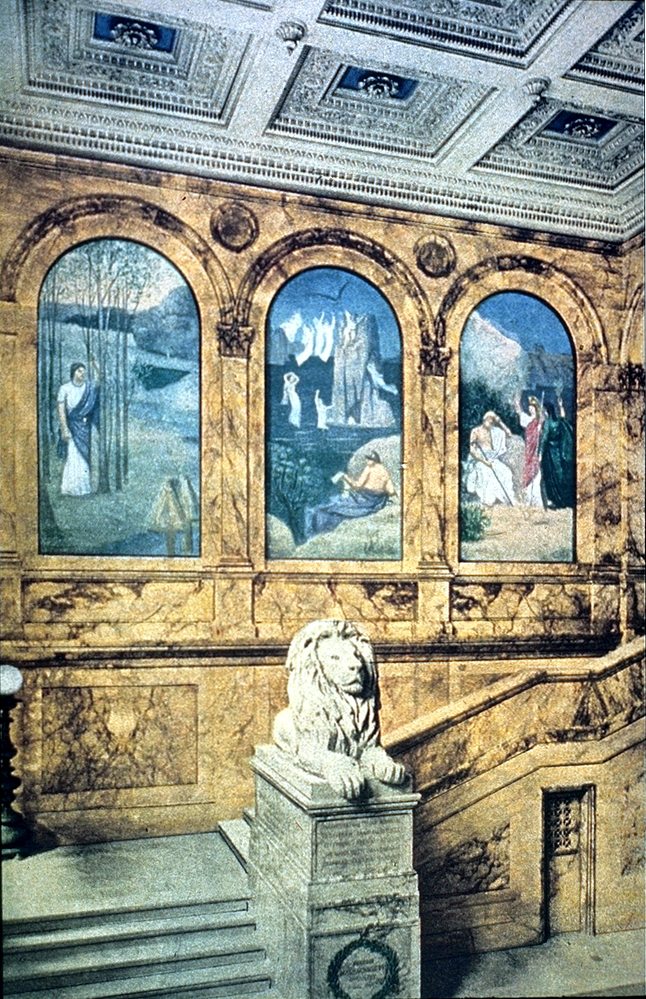
Im Haupttreppenhaus
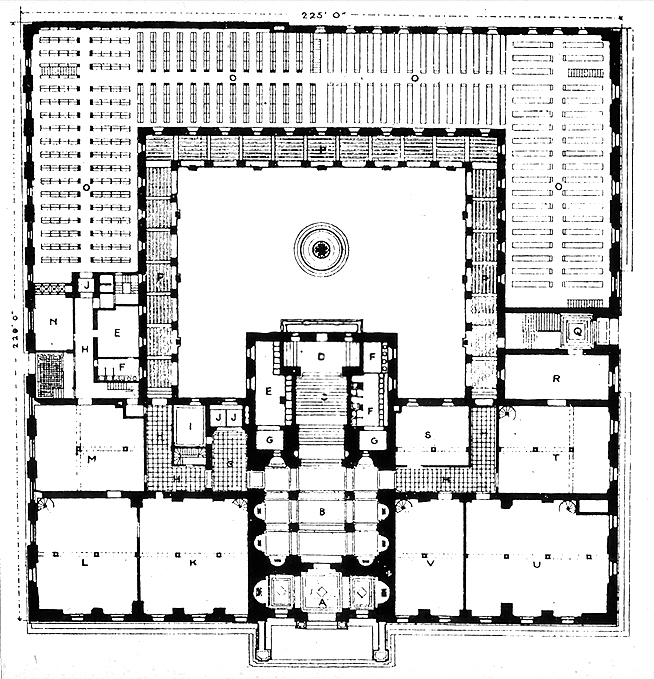
Lageplan des ersten Stockwerks
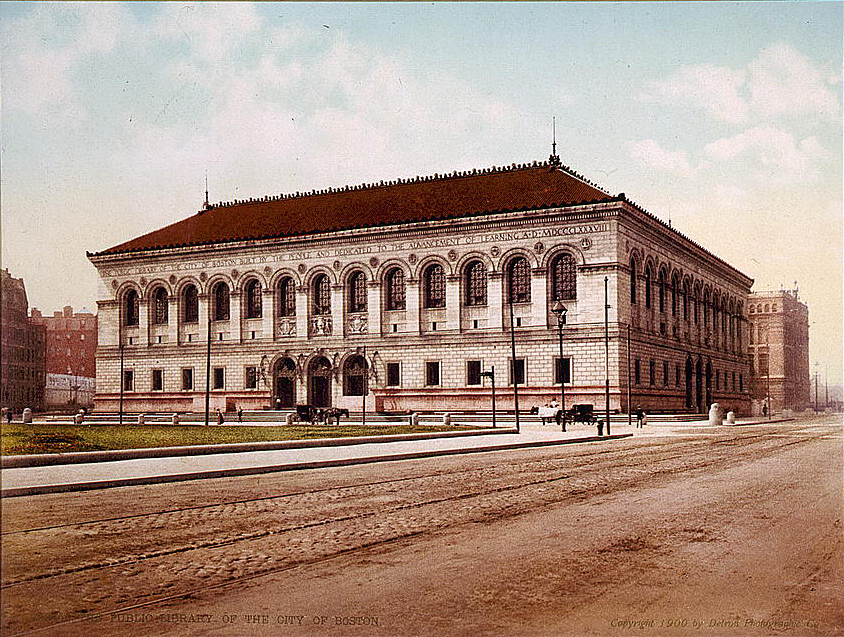
Historische Postkarte
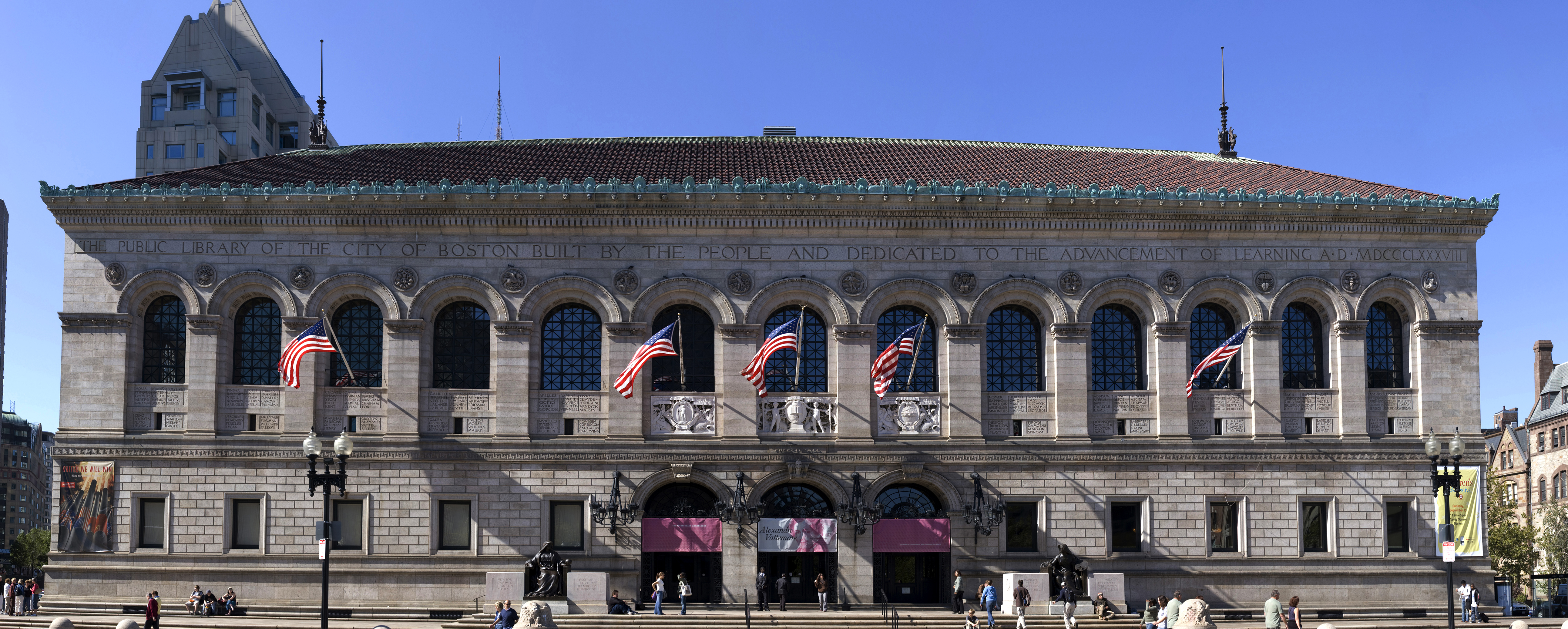
Haupteingangsseite